# Chos Malal (departamento)

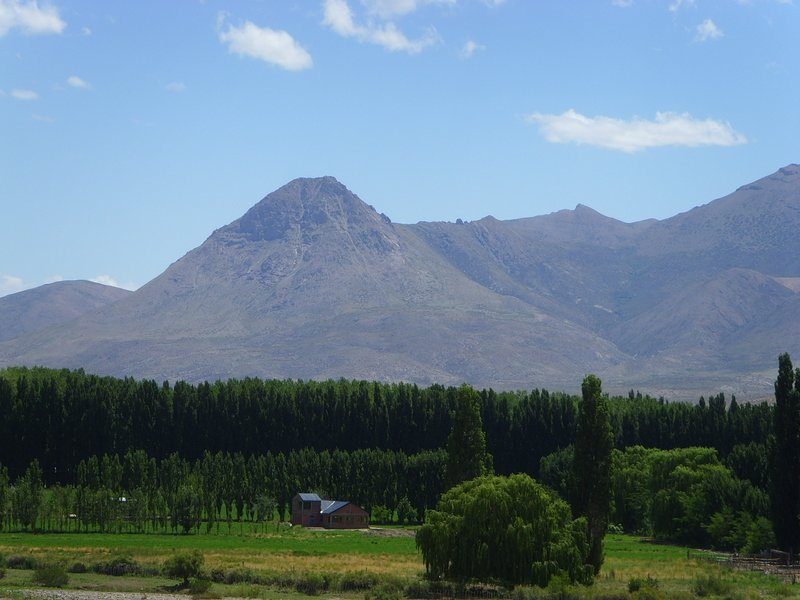

Chos Malal é um departamento da Argentina, localizado na província de Neuquén.